# Carrari II
 Carrari II (fl. XX secolo) è stato un calciatore italiano, di ruolo difensore.

## Carriera
Con il Petrarca disputa 16 gare nel campionato di Prima Divisione 1922-1923.